# Culicia
Genre
Culicia est un genre de coraux durs de la famille des Rhizangiidae.

## Histoire
Le genre Culicia a appartenu à la famille des  Astrangiidae, dès 1870. Puis, il fut rattaché à la famille  des  Rhizangiidae qui n'est plus reconnue aujourd’hui.  Culicia appartient donc bien aux Astrangiidae. Pendant très  longtemps, le genre Culicia n’a été connu que par des formes vivantes ou pliocènes. En 1961, Chevalier attribue au genre Culicia le Lithodendron parasitum des faluns mioècènes de Bretagne, d'Anjou-Touraine.

## Liste d'espèces
Le genre Culicia comprend les espèces suivantes :
| Selon ITIS (23 mars 2016) : - Culicia australiensis Hoffmeister, 1933 - Culicia cuticulata Klunzinger, 1879 - Culicia excavata Milne-Edwards & Haime, 1849 - Culicia fragilis Chevalier, 1971 - Culicia hoffmeisteri Squires, 1966 - Culicia quinaria Tenison-Woods, 1878 - Culicia rubeola Quoy & Gaimard, 1833 - Culicia smithii Milne-Edwards & Haime, 1849 - Culicia stellata Dana, 1846 - Culicia subaustraliensis Ogawa, Takahashi & Sakai, 1997 - Culicia tenella Dana, 1846 - Culicia tenuisepes Ogawa, Takahashi & Sakai, 1997 - Culicia verreauxi Milne-Edwards & Haime, 1849 | Selon World Register of Marine Species (23 mars 2016) : - Culicia australiensis Hoffmeister, 1933 - Culicia cuticulata Klunzinger, 1879 - Culicia excavata Milne Edwards & Haime, 1849 - Culicia fragilis Chevalier, 1971 - Culicia hoffmeisteri Squires, 1966 - Culicia quinaria Tenison-Woods, 1878 - Culicia rachelfitzhardingeae Cairns, 2006 - Culicia rubeola Quoy & Gaimard, 1833 - Culicia smithii Milne Edwards & Haime, 1849 - Culicia stellata Dana, 1846 - Culicia subaustraliensis Ogawa, Takahashi & Sakai, 1997 - Culicia tenella Dana, 1846 - Culicia tenuisepes Ogawa, Takahashi & Sakai, 1997 - Culicia verreauxi Milne Edwards & Haime, 1849 |

## Liste complémentaire
- Culicia parasita Michelin, 1847 †